# Xanthocampoplex politus
Xanthocampoplex politus là một loài tò vò trong họ Ichneumonidae.